# Griffith (Indiana)
Griffith es un pueblo ubicado en el condado de Lake en el estado estadounidense de Indiana. En el Censo de 2010 tenía una población de 16893 habitantes y una densidad poblacional de 843,45 personas por km². Se encuentra al noroeste del estado, a poca distancia del lago Míchigan y de Illinois. 

## Geografía
Griffith se encuentra ubicado en las coordenadas 41°31′40″N 87°25′26″O / 41.52778, -87.42389. Según la Oficina del Censo de los Estados Unidos, Griffith tiene una superficie total de 20.03 km², de la cual 20.03 km² corresponden a tierra firme y (0%) 0 km² es agua.

## Demografía
Según el censo de 2010, había 16893 personas residiendo en Griffith. La densidad de población era de 843,45 hab./km². De los 16893 habitantes, Griffith estaba compuesto por el 75.75% blancos, el 16.86% eran afroamericanos, el 0.27% eran amerindios, el 0.79% eran asiáticos, el 0.03% eran isleños del Pacífico, el 3.86% eran de otras razas y el 2.44% pertenecían a dos o más razas. Del total de la población el 13.31% eran hispanos o latinos de cualquier raza.